# Marc Mimram
Marc Maurice Mimram, né le 6 février 1955 à Paris, est un ingénieur et architecte français qui s'est illustré dans de nombreuses réalisations, aussi bien d'ouvrages d'arts que de logements ou d'équipements publics. Il est professeur à l'École d'architecture de la ville et des territoires Paris-Est.
Il est également l'auteur de nombreux articles, dont un sur Paul Chemetov.
Lauréat du concours pour la restructuration et l'extension de l'École nationale supérieure d'architecture de Strasbourg (ENSAS), il est désigné pour réaliser le nouveau stade Roland-Garros à Paris.

## Biographie

### Études et diplômes
Marc Mimram est maître de sciences (mathématiques), ingénieur diplômé de l’École nationale des ponts et chaussées, architecte diplômé par le gouvernement, titulaire d’un Master of Science in Civil Engineering de l’université de Californie à Berkeley (États-Unis) et d’un diplôme d'études approfondies de philosophie.
Depuis 1981, il développe, au sein d’une même structure, une double activité de bureau d’études et d’architecte-ingénieur.

### En tant qu'ingénieur structures
Il est, en tant qu’ingénieur structure, l’auteur de nombreux ouvrages en France, dont le Centre des Congrès de Nantes (Yves Lion, architectes) en 1992, le Ministère de l'économie et des finances (Paul Chemetov et Borja Huidobro, architectes) à Paris entre 1983-1989, le Muséum national d'histoire naturelle (Paul Chemetov et Borja Huidobro, architectes) à Paris en 1989, le siège de la Aluminia (Renzo Piano, architectes) en 1989.

### En tant qu'architecte-ingénieur

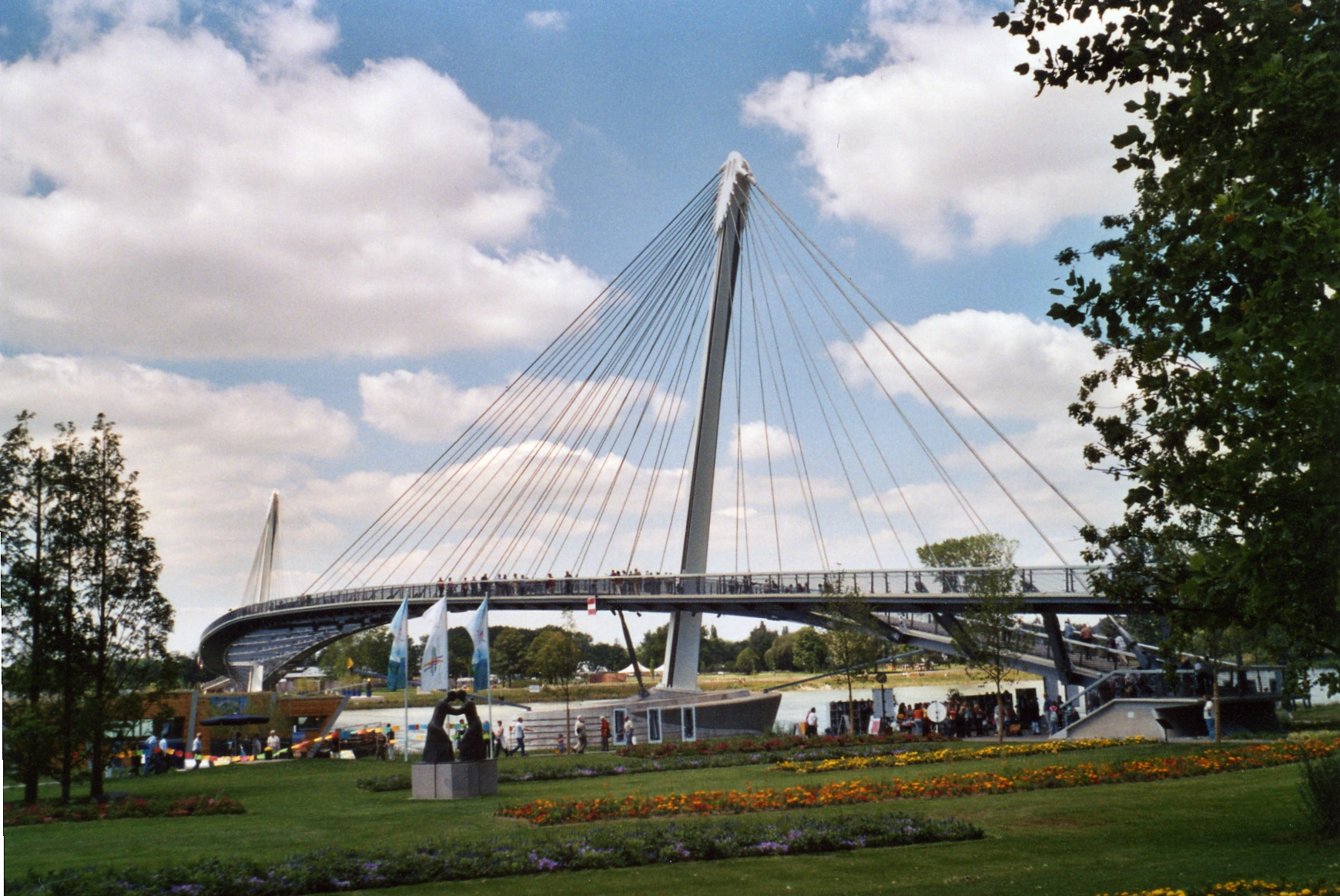
Passerelle Mimram à Strasbourg pendant les floralies de 2004

Il est, en tant qu’architecte-ingénieur, l’auteur de nombreux ouvrages d’art et de projets architecturaux en France et à l’étranger, dont la Passerelle PS0 de 70 m de portée sur la Rocade Est de Toulouse en 1989, le mât palmer, un mât d’éclairage de 49 m de hauteur à La Courneuve, le stade des Grands Pêchers à Montreuil, la gare de péage des Éprunes sur l’autoroute A5 à Montereau-sur-le-Jard, en Seine-et-Marne, en 1995 (qui fait l'objet d'une mention au prix de l'Équerre d'argent en 1995), des logements boulevard Barbès à Paris en 1996, des logements avenue Jean Jaurès à Paris en 1998, la passerelle Solférino à Paris en 1999, distinguée par le prix de l'équerre d'argent en 1999, un pont sur la Meuse à Chooz (Ardennes), en 2002, le viaduc de La Garde-Adhémar sur le canal de Donzère pour la ligne TGV Méditerranée à La Garde-Adhémar, le stade Léo Lagrange à Morsang-sur-Orge et la passerelle sur le Célé à Figeac en 2003. Il est également l'auteur de la Passerelle Mimram sur le Rhin entre Kehl et Strasbourg ainsi que de la piscine de Viry-Châtillon en 1998, ou le centre nautique de Lagny-sur-Marne en 2006, etc. En 2021, il réalise l'immeuble Airtime dans le 13° arrondissement de Paris, siège du Centre national de la musique. En 2022, il signe la passerelle Joséphine Baker de la gare ferroviaire de La Rochelle.
Il a également réalisé de nombreux ponts :
- le Pont de Feng Hua, à Tianjin, en Chine ;
- le Pont Léopold-Sédar-Senghor, Nantes, France[10]
- le Pont Hassan-II (sur le Bouregreg), Rabat, Maroc[11]
- le viaduc de l'Hers du métro de Toulouse, en France.
- ou le viaduc de Coteaux Beauclair du métro de Paris, en France.

Parmi ses projets en construction figure le franchissement Pleyel, pont bâti à Saint-Denis (Seine-Saint-Denis).

### En tant qu'enseignant
Marc Mimram a enseigné à l’École nationale des ponts et chaussées, à l’école polytechnique fédérale de Lausanne et à l’université de Princeton (New Jersey, États-Unis). Il a été nommé au titre de professeur des écoles d’architecture et enseigne actuellement à l’École d'architecture de la ville et des territoires à Marne-la-Vallée en Seine-et-Marne. Il est membre titulaire de l'Académie d'architecture.
Il tient également des conférences internationales à l'étranger (Boston, Montevideo, Tokyo, Stuttgart, Genève, Brasilia, Los Angeles, etc.).

## Distinctions et décorations

### Décorations
- Chevalier de la Légion d'honneur (décret du 2 avril 2010[14])
- Chevalier de l'ordre national du Mérite (2004[15])
- Commandeur de l'ordre des Arts et des Lettres (2019)[16]
  -  Officier de l'ordre des Arts et des Lettres (arrêté du 16 janvier 2014[17])

### Prix
- Prix de l’Académie d'architecture : Médaille d’argent de la recherche et de la technique (1994)
- Prix de l'Équerre d'argent d'architecture du Moniteur : Mention spéciale Équerre d'argent pour la Gare de Péage des Éprunes sur l’autoroute A5 (1995)[2]
- Prix de l’APK : Association pour la promotion de l’enseignement et de la construction de l’acier (1996)
- Prix de l'Équerre d'argent d’Architecture du Moniteur : Équerre d’argent pour la Passerelle Solférino (actuellement appelée Passerelle Léopold-Sédar-Senghor) à Paris (1999)[2]
- Prix européen de la Construction métallique : pour le Viaduc de la Garde Adhémar à Donzère (1999)
- Prix spécial des Plus beaux ouvrages organisé par le Syndicat de la construction métallique de France pour les pylônes EDF (2000)
- Prix des Plus beaux ouvrages organisé par le Syndicat de la construction métallique de France dans la catégorie « Ouvrages d’art » pour la Passerelle sur le canal Saint-Denis à Aubervilliers (2002)
- Prix des Plus beaux ouvrages organisé par le Syndicat de la construction métallique de France dans la catégorie « Ouvrages d’art » pour la Passerelle sur le Célé à Figeac (2004)
- Prix Renault Traffic Design Award pour la Passerelle des Deux Rives reliant Strasbourg et Kehl par-dessus le Rhin (2005)
- Prix spécial des Plus beaux ouvrages organisé par le Syndicat de la construction métallique de France pour la piscine patinoire Pailleron à Paris 19e arrondissement (2006)
- Prix d'architecture de l'Aga Khan pour le Pont Hassan II entre Rabat et Salé[18] (2013)
- Gold Cup Demonstration Award pour le Pont Zhong Sheng Da Dao de Sino Singapour, Chine (2014)
- Trophées Eiffel d'architecture acier, catégorie "Apprendre" pour l’école nationale supérieure d’architecture de Strasbourg (2015)[19]
- ArchiDesignClub Award, catégorie "Enseignement supérieur et recherche" pour l’école nationale supérieure d’architecture de Strasbourg (2015)[20]
- Trophées Eiffel d'architecture acier, catégorie "Franchir" pour la passerelle Marcelle-Henry à Paris (2019)[21]
- Prix de l'Équerre d'argent d’Architecture du Moniteur : Prix spécial du jury pour le Court Simonne-Mathieu de Roland-Garros à Paris (2019)[22]

## Annexe